# أفنتس

شعار سانوفي-أفنتس من 2004 حتى 2011

أفنتس (بالفرنسية: Aventis)‏ كانت شركة صناعة دوائية فرنسية تأسست عام 1999 من اندماج شركة هوكست الألمانية مع رون بولنك وروسل أوكلاف الفرنسيتين وشركة رورر وماريون ميريل داو الأمريكيتين وفايزونز البريطانية.
وفي عام 2001، باعت أفنتس فرعها المختص بالكيمياويات الزراعية الذي كان يحمل اسم (Aventis Crop Science) ومقره في ليون إلى شركة باير بمبلغ 7,25 ميار يورو ويسمى (Bayer Crop Science).
وفي عام 2004 اندمجت سانوفي-سينتيلابو مع أفنتس لتكوين سانوفي-أفنتس، والتي كانت حينها ثالث أكبر شركة صناعة أدوية في العالم بعد فايزر الأمريكية وغلاكسو سميث كلاين البريطانية.
استغني عن اسم أفنتس في عام 2011 ليبقى اسم الشركة سانوفي.